# Ika Škomrlj
Ika Škomrlj (Zagreb, 13. srpnja 1932. - Zagreb, 15. listopada 2018.), hrvatska kostimografkinja.
Diplomirala je scenografiju na zagrebačkoj Akademiji dramske umjetnosti 1956. u klasi prof.  Kamila Tompe.
Ostvarila je zapažene kostimografije u operi, opereti,drami i  baletu u zagrebačkom HNK-u, u Zagrebačkom kazalištu mladih, zagrebačkoj Komediji, Gavelli, Histrionima, Lapsus teatru, Teatru &TD, Studiju za suvremeni ples, Maloj sceni i dr. te u brojnim kazalištima i na festivalima diljem Hrvatske (Kazalište Marina Držića u Dubrovniku, HNK u Varaždinu, HNK u Osijeku, HNK u Rijeci, Dubrovačke ljetne igre). 
Na televiziji i filmu stvorila je brojne i nagrađivane kostimografije (serija Prosjaci i sinovi te filmovi Ljubav i poneka psovka (1969.), Gospoda Glembajevi i Družba Pere Kvržice i dr.).

## Nagrade i priznanja
- Zlatna arena za kostimografiju za film Glembajevi 1988.[2]
- Orden Reda Danice hrvatske s likom Marka Marulića 1996.[3]
- Nagrada "Vladimir Nazor" za životno djelo 2003.[1]
- Nagrada za životno djelo ULUPUH-a 2016.[4]
- Nagrada grada Zagreba 2016.[5]